# リグーリア海岸

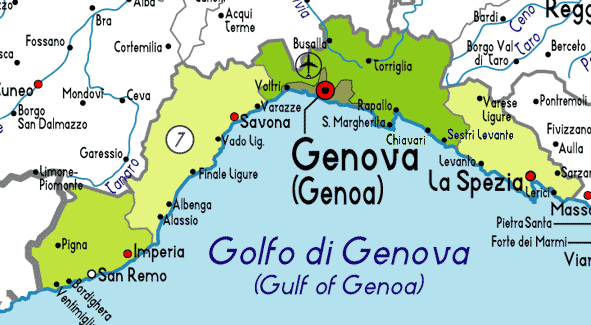
リグーリア州

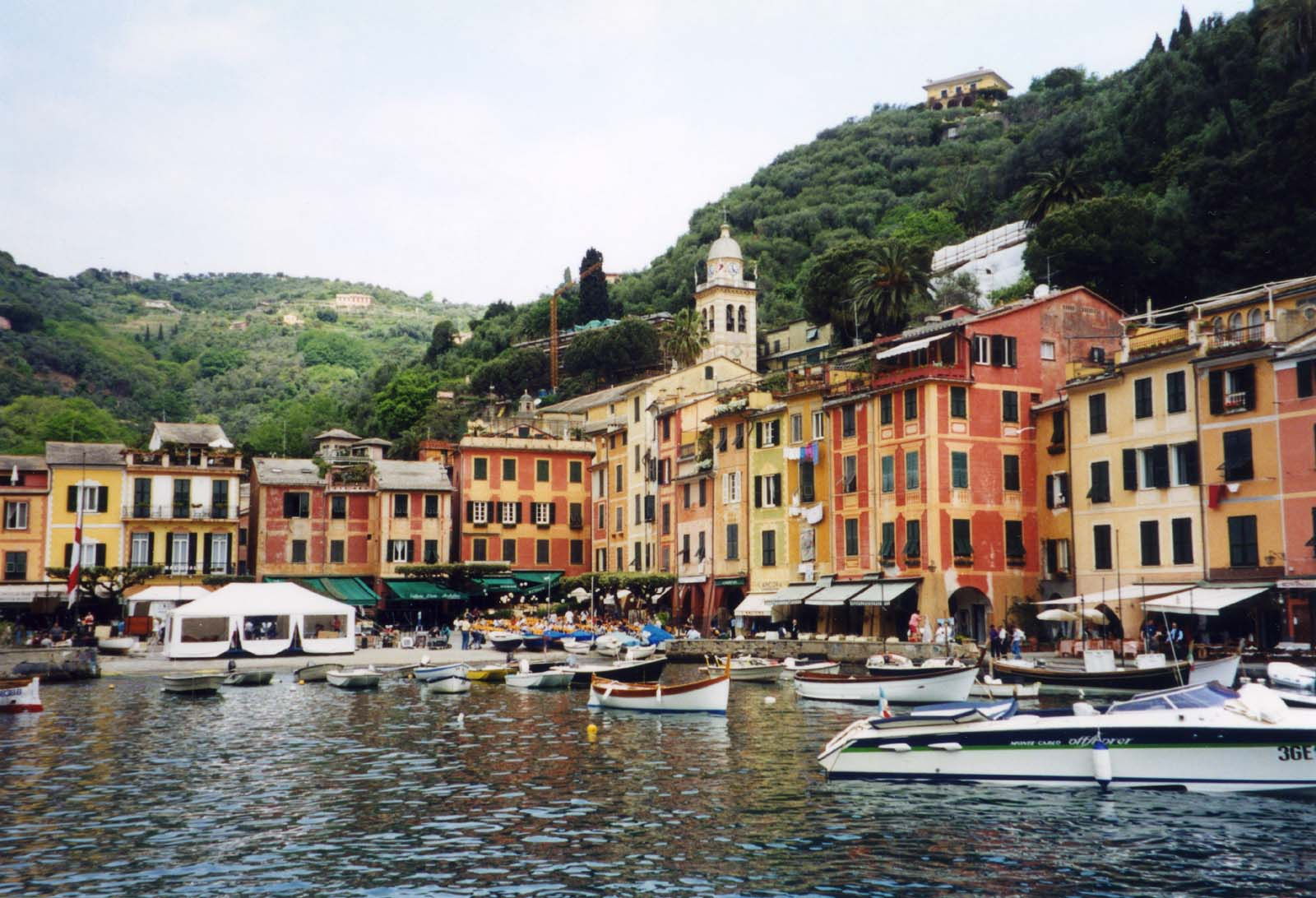
ジェノヴァ近傍のポルトフィーノ

リグーリア海岸（伊: Riviera ligure リヴィエラ・リーグレ）は、イタリア北西部の地中海（リグリア海、ジェノヴァ湾）に面する海岸。国際的に著名なリゾート地である。南フランスのニースから続く「リヴィエラ」と総称される海岸のうちイタリア側を指し、イタリアン・リヴィエラ（英: Italian Riviera）とも呼ばれる。

## 名称と範囲
リヴィエラという名称はイタリア語で「海岸」や「湖岸」を意味するrivieraから来ている。リグーリア海岸のうち、現在のインペリア県のサンレーモ、ボルディゲーラなどが国際的な観光地として開発された時期に、その海岸地域が「リヴィエラ」の名で呼ばれるようになった。のちにその範囲がフランス側（コート・ダジュール、フレンチ・リヴィエラ）にも拡大されたことで、イタリア側を「イタリアン・リヴィエラ」と呼ぶようになった。
今日、リグーリア海岸と呼ばれる範囲は東にラ・スペツィア湾東限のカーポ・コルヴォまで拡大されている。その結果、西はフランス国境から東はトスカーナ州との境界に近いラ・スペツィアまで、リグーリア州の海岸がほぼすべて含まれることとなった。

## 地理
リグーリア海岸のほぼ中央に位置するジェノヴァを挟んで、東リグーリア海岸と西リグーリア海岸とに分けられる。西リグーリア海岸はより白い砂浜が特徴で、東リグーリア海岸は砂と石と海に突き出た岸壁が特徴である。